# Ernst Cramer (Journalist)
Ernst J. Cramer (* 28. Januar 1913 in Augsburg; † 19. Januar 2010 in Berlin) war ein deutscher Publizist und Vorstandsvorsitzender der Axel-Springer-Stiftung.

## Leben und Werk
Ernst Cramer wurde 1913 als Sohn Martin Cramers, eines jüdischen Unternehmers und Bewunderers Bertolt Brechts, in Augsburg geboren. Martin Cramer gründete 1922 zusammen mit Brecht die Literarische Gesellschaft Augsburg. Er verarmte während der Weltwirtschaftskrise, sein Sohn Ernst konnte deswegen die Schule nicht abschließen, und sein Traum, Lehrer zu werden, blieb unerfüllt. Er musste arbeiten, um Geld für die Familie zu verdienen.
1933 war Cramer Mitbegründer des Bundes deutsch-jüdischer Jugend (siehe dazu Jüdische Jugendbewegung). Nach den judenfeindlichen Gewaltakten vom 9. November 1938 wurde er für sechs Wochen im Konzentrationslager Buchenwald interniert. 1939 konnte er in die Vereinigten Staaten emigrieren. Sein Bruder und die Eltern wurden in der Shoa ermordet.
In den Vereinigten Staaten arbeitete Ernst Cramer zunächst auf einer Farm für Flüchtlinge und nahm dann das Studium am Mississippi State College und an der Stanford University auf. Bei Kriegseintritt der USA nach dem Überfall auf Pearl Harbor trat er in die US Army ein. Nach Kriegsende 1945 kehrte Cramer als US-Soldat und amerikanischer Staatsbürger nach Deutschland zurück.
Von 1948 bis 1954 war Cramer stellvertretender Chefredakteur der Neuen Zeitung (München), eines qualitativ hochwertigen deutschsprachigen Blattes der amerikanischen Besatzungsmacht. Ab 1954 arbeitete er in den Vereinigten Staaten bei der Nachrichtenagentur UP. Vier Jahre später wurde er vom Axel Springer Verlag angestellt, u. a. als stellvertretender Chefredakteur der Tageszeitung Welt. Bis zum Tode Axel Springers 1985 galt Cramer als dessen engster politischer und publizistischer Mitarbeiter und Ratgeber.
Von 1981 bis 1993 war Cramer Herausgeber der Welt am Sonntag. In der Zeit zwischen 1983 und 1999 war er zudem Mitglied des Aufsichtsrats des Verlages. Von 1981 bis 2010 war Cramer Vorsitzender des Vorstands der Axel Springer Stiftung. Der Wegbegleiter Sebastian Haffners schrieb regelmäßig für Welt am Sonntag und Die Welt sowie für weitere Zeitungen des Axel Springer Verlages.
Im Jahr 2006 sprach Cramer anlässlich der Gedenkstunde zum Tag des Gedenkens an die Opfer des Nationalsozialismus vor dem Deutschen Bundestag.
Ernst Cramer starb am 19. Januar 2010 an den Folgen eines Herzinfarkts. Die Beisetzung erfolgte auf dem jüdischen Friedhof im Augsburger Stadtteil Hochfeld.

## Auszeichnungen
Ernst Cramer hat zahlreiche Ehrungen erhalten, darunter das Große Verdienstkreuz mit Stern und Schulterband, die Leo-Baeck-Medaille, die Ehrenbürgerschaft der Stadt Augsburg (24. Juli 2003) sowie als dritter Deutscher nach Axel Springer und Heinz Galinski die Ehrendoktorwürde der Bar-Ilan-Universität in Israel.
2004 wurde er mit dem Heinz-Galinski-Preis ausgezeichnet. Cramer werde für sein Lebenswerk ausgezeichnet, das von Verständigung, Toleranz, gegenseitigem Respekt und dem Eintreten für Frieden und Aussöhnung geprägt sei, hieß es zur Begründung. Im Jahr 2008 erhielt er den Verdienstorden des Landes Berlin.
Zum Gedenken an Ernst Cramer führte die Stadt Augsburg eine Straßenbenennung im Stadtteil Hochfeld (nördlich des jüdischen Friedhofs) durch.

## Nach Ernst Cramer benannte Auszeichnungen und Stipendien
Seit 2008 verleiht das American Jewish Committee den nach Cramer benannten Ernst Cramer Award for Outstanding Contributions to American Jewish-German Understanding. Er wird an Personen und Institutionen verliehen, die sich in besonderer Weise um die Verständigung zwischen amerikanischen Juden und Deutschen verdient gemacht haben. Bisherige Preisträger sind W. Michael Blumenthal sowie die Konrad-Adenauer-Stiftung.
Das Ernst-Cramer-Fellowship der Internationalen Journalisten-Programme (IJP) ermöglicht seit 2003 jüngeren Journalisten der Bundesrepublik Deutschland zweimonatiges Reise- und Arbeitsstipendium.
Seit 2013 verleiht die Deutsch-Israelische Gesellschaft die Ernst-Cramer-Medaille.